# Сельское поселение «Михайло-Павловское»
Се́льское поселе́ние «Михайло-Павловское» — муниципальное образование в Кыринском районе Забайкальского края Российской Федерации.
Административный центр — село Михайло-Павловск.

## История
Статус и границы сельского поселения установлены Законом Читинской области от 19 мая 2004 года «Об установлении границ, наименований вновь образованных муниципальных образований и наделении их статусом сельского, городского поселения в Читинской области».

## Население
| 2010 | 2011 | 2012 | 2013 | 2014 | 2015 | 2016 |
| ---- | ---- | ---- | ---- | ---- | ---- | ---- |
| 474  | ↘472 | ↗474 | ↘468 | ↘458 | ↘456 | ↘445 |
| 2017 | 2018 | 2019 | 2020 | 2021 |      |      |
| ↘434 | ↘425 | ↘409 | ↘400 | ↘273 |      |      |

## Состав сельского поселения
| № | Населённый пункт | Тип населённого пункта       | Население |
| - | ---------------- | ---------------------------- | --------- |
| 1 | Михайло-Павловск | село, административный центр | ↘274      |
| 2 | Турген           | село                         | ↘119      |